# Cherba, Prahova
Cherba este o localitate componentă a orașului Urlați din județul Prahova, Muntenia, România.